# El Pujol (les Masies de Roda)
El Pujol és un monument del municipi de les Masies de Roda (Osona) protegit com a bé cultural d'interès local.

## Descripció
Masia. És molt difícil saber l'estructura original de la casa perquè, degut a la seva situació, dalt d'un turó, i amb el pas del temps, s'han anat afegit cossos que han transformat l'estructura original completament. El conjunt està format per una cabana o paller, la masia i una era o pallissa. Destaca una finestra d'arc conopial i trilobat, amb carreus de pedra als brancals, decorats per una motllura que acaba simulant el fust i la base d'una columna. La peça de l'escopidor està tallada per tal d'augmentar el seu forat d'obra.
També destaca la presència d'una cabana, edifici a quatre vents, de planta rectangular, cobert a doble vessant i construït sobre el pendent de la muntanya. Està situat a l'era de la masia del Pujol. El parament és de carreu de pedra molt desiguals i disposades en filades irregulars. Originalment tenia poques obertures i molt petites, però ha estat reformat destruint-se el sistema d'obertures original. Destaca la gran obertura en el nivell superior utilitzada com a graner.

## Història
La casa del Pujol és l'última casa de Masies de Roda, de manera que les seves terres ja són del municipi de Tavèrnoles. Havia estat habitada pels preveres de la Pietat de Vic, però el 1968 es va vendre a Francesc Roure i Casals. La casa també és coneguda per la seva font, la font del Pujol, que dona molta aigua de bona qualitat.